# Trachusa aquiphila
Trachusa aquiphila är en biart som först beskrevs av Embrik Strand 1912.  Trachusa aquiphila ingår i släktet hartsbin, och familjen buksamlarbin. Inga underarter finns listade i Catalogue of Life.